# Thượng Thung lũng Trung lưu sông Rhein
Thượng Thung lũng Trung lưu sông Rhein (tiếng Đức: Oberes Mittelrheintal) hay còn có tên Hẻm núi Rhein là một phần kéo dài 65 km dọc theo sông Rhine từ Koblenz đến Bingen thuộc các bang Rheinland-Pfalz và Hessen, Đức. Nó đã được UNESCO công nhận là Di sản thế giới vào tháng 6 năm 2002 nhờ sự kết hợp độc đáo của các tính năng về địa chất, lịch sử, văn hóa và công nghiệp.
Địa chất ở đây được hình thành từ kỷ Devon, là loại đá mang trầm tích chủ yếu của đá phiến, nâng lên đáng kể trong kỷ Than đá. Hẻm núi được chạm khắc và nâng dần lên trong khoảng thời gian gần đây tạo thành những bức tường dốc cao tới 200 mét hai bên sông, trong đó ngoạn mục nhất phải kể đến Loreley, là một điểm quan sát hẻm núi rất ấn tượng.
Hẻm núi này cũng là một vùng vi khí hậu, với những sườn dốc hai bên từ lâu đã được sử dụng làm ruộng bậc thang cho hoạt động sản xuất nông nghiệp, đặc biệt là nho, là loại cây trồng phổ biến ở sườn phía nam. Hầu hết các vườn nho thuộc các vùng rượu vang nổi tiếng như Mittelrhein, Nahe hay Rheingau.
Dòng sông là một tuyến đường thương mại quan trọng dẫn vào trung tâm châu Âu từ thời tiền sử và một chuỗi các khu định cư nhỏ đã lớn dần lên hai bên bờ sông. Nhiều thị trấn cổ hạn chế về diện tích đất với những giá trị lịch sử vẫn còn nguyên vẹn đến ngày nay. Với sự giàu có trong quá khứ, nhiều lâu đài xuất hiện và thung lũng đã trở thành một khu vực cốt lõi của Thánh chế La Mã. Nó là trung tâm của cuộc Chiến tranh Ba mươi năm khiến nhiều lâu đài chìm trong đống đổ nát. Trong khoảng thời gian hình thành biên giới với Pháp vào thế kỷ 19, thung lũng đã trở thành một phần của nước Phổ. Cảnh quan của nó đã trở thành hình ảnh tinh túy của Đức và các lâu đài dọc theo dòng sông trở thành địa điểm thu hút khách du lịch trên các con tàu dọc theo dòng sông.
Các cảnh quan được tôn thêm bởi 40 lâu đài và pháo đài trên các đỉnh đồi có lịch sử trong khoảng thời gian 1.000 năm. Hầu hết chúng bị bỏ rơi trong cuộc chiến tranh trong thế kỷ 17, đều là các di tích đẹp như tranh vẽ. Những năm cuối thế kỷ 18, cảnh quan thiên nhiên, phong cảnh ấn tượng được tăng lên, cùng với các lâu đài đổ nát nhiều trên đỉnh đồi nổi bật, làm cho nó trở thành điểm hấp dẫn và là cảm hứng mạnh mẽ đối với phong trào lãng mạn, ví dụ Một lâu đài nổi tiếng tại đây là cảm hứng lãng mạn cho việc sáng tác vở opera Götterdämmerung của Richard Wagner. Thế kỷ 19. nhiều lâu đài đã được tái thiết. Thế kỷ 20 đã chứng kiến những thay đổi về cấu trúc, đặc biệt là sự suy giảm của các ngành sản xuất rượu vang truyền thống và khai mỏ. Giao thông vận tải đã trở nên tập trung vào một số ít các cảng sông lớn. Ngành kinh tế quan trọng nhất hiện nay của vùng là du lịch. Pháp lệnh năm 1953 và năm 1978 đã tập trung vào việc bảo tồn cảnh quan văn hóa vì đó là tài sản kinh tế chính của khu vực đồng bằng trung lưu sông Rhine. Hàng năm, lễ hội Rhine in Flames có hoạt động bắn pháo hoa vô cùng ngoạn mục tại Koblenz vào tháng 8 và Sankt Goar vào tháng 9.

## Mô tả

### Đô thị
Khu vực được công nhận Di sản thế giới có tổng diện tích lên tới 620 km², trong đó vùng lõi chiếm khoảng 273 km². Tại đây có khoảng 60 thành phố và đô thị, khu dân cư với dân số khoảng 170.000 người.
Tại bang Rheinland-Pfalz bao gồm các phần của thành phố Koblenz và các phần của huyện: Mainz-Bingen, Mayen-Koblenz, Rhein-Hunsrück-Kreis, Rhein-Lahn-Kreis. Còn tại bang Hessen bao gồm các phần của huyện Rheingau-Taunus.
Các đô thị:
- Ở tả ngạn sông Rhein: Koblenz (cả hai bờ), Bingen, Trechtingshausen, Niederheimbach, Rheindiebach, Bacharach, Oberwesel, Sankt Goar, Hirzenach, Bad Salzig, Boppard, Spay, Brey, Rhens.
- Ở hữu ngạn sông Rhein: Rüdesheim, Assmannshausen, Lorch, Kaub, Sankt Goarshausen, Kestert, Kamp-Bornhofen, Filsen, Osterspai, Braubach, Lahnstein.

### Di tích văn hóa
Các di tích văn hóa nổi bật nhất là các lâu đài, pháo đài, cung điện và các nhà thờ dọc theo thung lũng. Một số công trình đáng chú ý bao gồm:
- Lâu đài Marksburg: Là một lâu đài thế kỷ 12 nằm trên Braubach. Marksburg nằm ở phía đối diện của Lâu đài Rheinfels và là một trong hai lâu đài duy nhất chưa từng bị phá hủy cùng với Lâu đài Maus.
- Lâu đài Pfalzgrafenstein: Là một lâu đài thu thuế lưu thông trên đảo Falkenau của sông Rhein gần Kaub. Nó được xây dựng giữa năm 1326 và 1327 bởi vua Ludwig IV với một tháp ngũ giác ở trung tâm, xung quanh là bức tường phòng thủ được xây dựng từ năm 1338 đến năm 1340. Các tháp pháo ở góc, phần mũi pháo đài hướng về phía thượng nguồn con sông, nhìn nó trông giống như một con tàu bằng đá. Lâu đài này nổi tiếng nhờ kiến trúc độc đáo trong khung cảnh đẹp như tranh vẽ.
- Lâu đài Rheinfels: Là một tàn tích lâu đài nằm ở phía trên tả ngạn sông Rhein ở Sankt Goar. Nó được bắt đầu vào năm 1245, và sau quá trình mở rộng nó trở thành lâu đài lớn nhất thung lũng giữa Koblenz và Mainz.
- Lâu đài Stolzenfels: Là một lâu đài cũ thời Trung Cổ cải biến thành cung điện gần Koblenz. Lâu đài thế kỷ 13 đã bị hủy hoại. Từ năm 1823, Friedrich Wilhelm IV của Phổ xây dựng lại nó như một cung điện thế kỷ 19 mang kiến trúc Tân Gothic. Nó là công trình điển hình của Chủ nghĩa lãng mạn Rhein.
- Cung điện Bầu cử Koblenz: Là nơi cư trú cuối cùng của Tổng giám mục Trier Clemens Wenzeslaus von Sachsen, người ủy nhiệm việc xây dựng vào thế kỷ thứ 18. Đây là một trong những ví dụ quan trọng nhất của Kiến trúc Tân cổ điển  của Pháp ở Tây Nam nước Đức cùng với cung điện Wilhelmshöhe và Ludwigsburg. Cung điện là nơi ở cuối cùng của cử tri Trier cho đến khi quân cách mạng Pháp đập tan nhà nước bầu cử.
- Pháo đài Koblenz: Là một phần của hệ thống pháo đài được xây dựng bởi người Phổ vào thế kỷ 19 gần thành phố Koblenz.
- Pháo đài Ehrenbreitstein: Là một pháo đài nhìn ra Koblenz. Nó được xây dựng trên một pháo đài trước đó bị người Pháp phá hủy vào năm 1801 được xây dựng như là xương sống của hệ thống công sự khu vực cùng với Koblenz.
- Vương cung thánh đường Thánh Kastor: Là nhà thờ lâu đời nhất ở Koblenz, gần mũi Deutsches Eck. Nó được Giáo hoàng Gioan Phaolô II sắc phong là tiểu vương cung thánh đường vào ngày 30 tháng 7 năm 1991. Nhà thờ này là nơi có những sự kiện lịch sử đáng chú ý diễn ra. Công trình xây dựng theo phong cách kiến trúc Romanesque với đồ nội thất phần lớn vẫn còn nguyên vẹn.
- Trường nhà thờ Thánh Goar: Là một nhà thờ giáo xứ đạo Tin lành thế kỷ 11 ở Sankt Goar. Nó có hầm mộ và dàn hợp xướng mang kiến trúc Romanesque và nhà thờ Gothic muộn.
- Nhà thờ Thánh Gioan: Là một nhà thờ mang kiến trúc nghệ thuật Romanesque được hoàn thành vào năm 1136 như một ví dụ sớm nhất về nhà thờ bên bờ sông Rhein.
- Tháp Mouse: Là một tháp đá trên một đảo nhỏ của sông Rhein gần Bingen am Rhein. Đây là một tháp thu thuế đường từ năm 1298 trước khi bị phá hủy bởi quân đội Pháp vào năm 1689. Nó được người Phổ xây dựng lại vào năm 1855 như là một tháp tín hiệu.
- Đài tưởng niệm Niederwald: Là công trình kiến trúc được thiết kế để kỷ niệm sự thành lập của đế quốc Đức sau khi chiến tranh Pháp-Phổ kết thúc.
- Deutsches Eck với tượng Hoàng đế Wilhelm I cưỡi ngựa.
- Pháo đài Boppard: Một trại La Mã nằm ở Boppard ngày nay

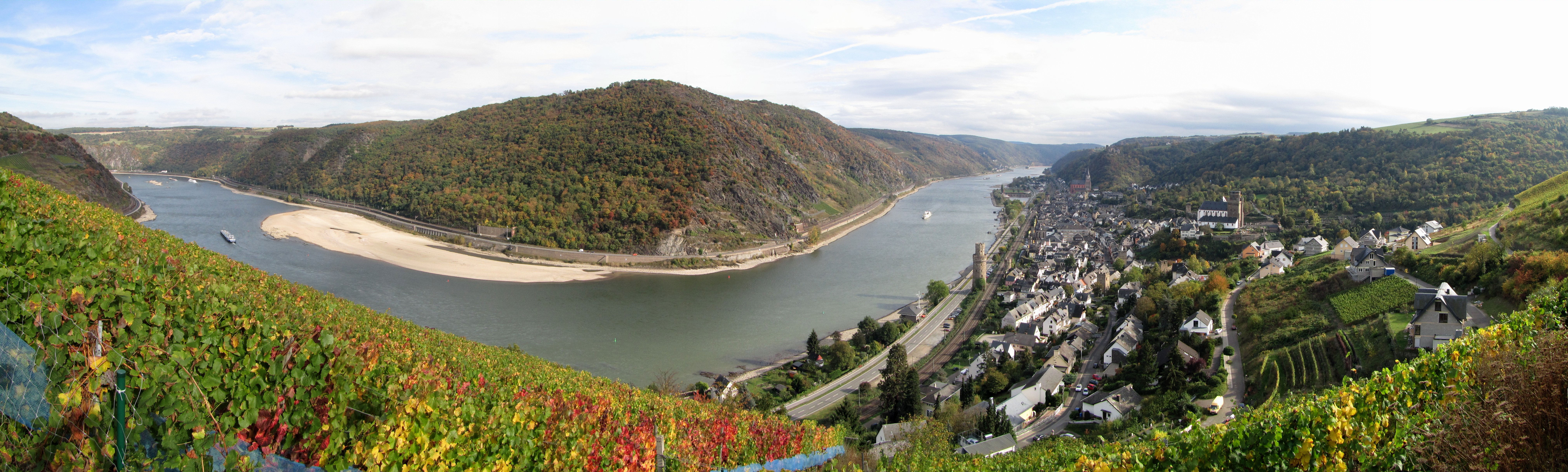
Cảnh quan gần Oberwesel

## Hình ảnh

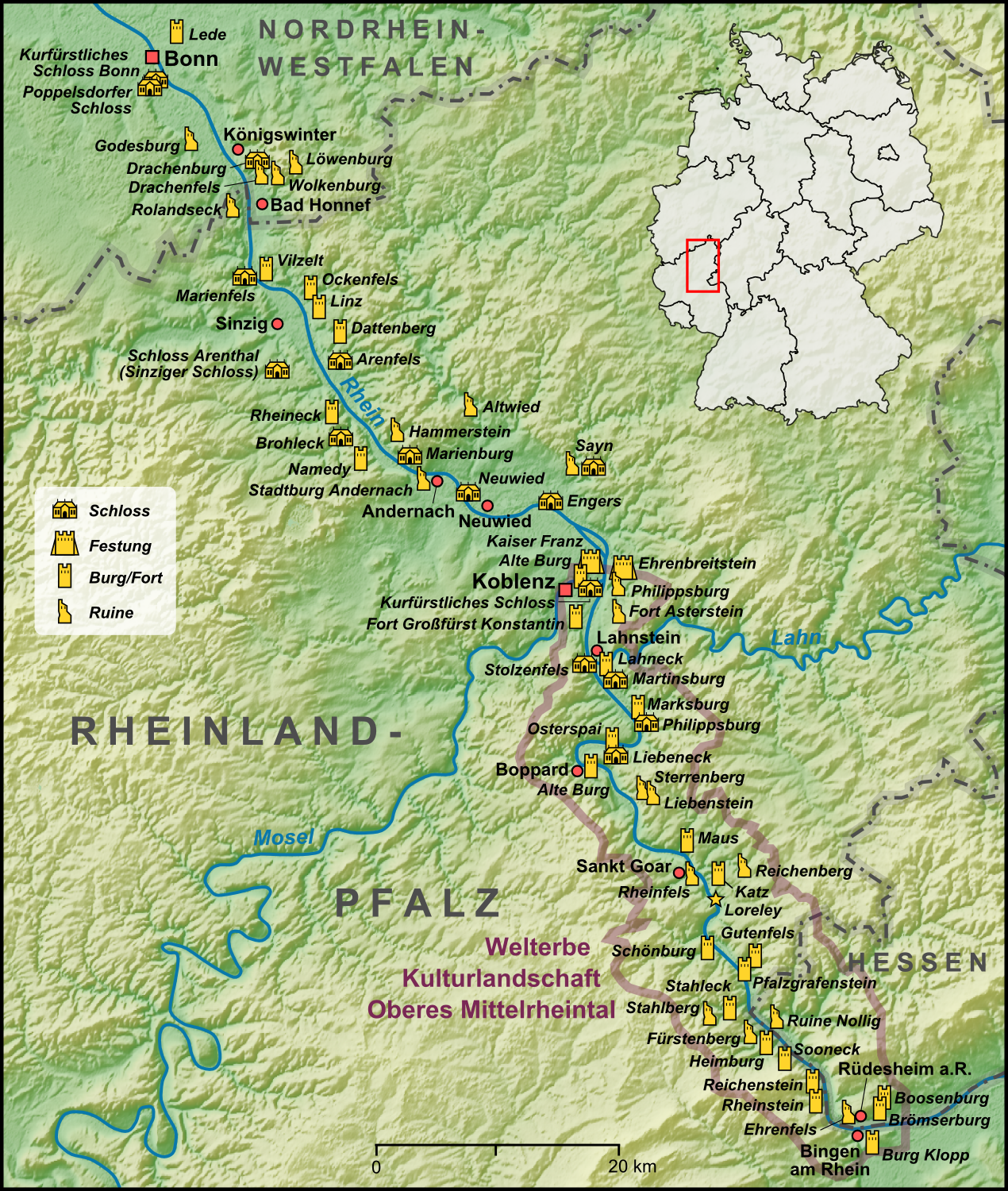
Bản đồ khu vực Đồng bằng trung lưu và thượng lưu sông Rhein
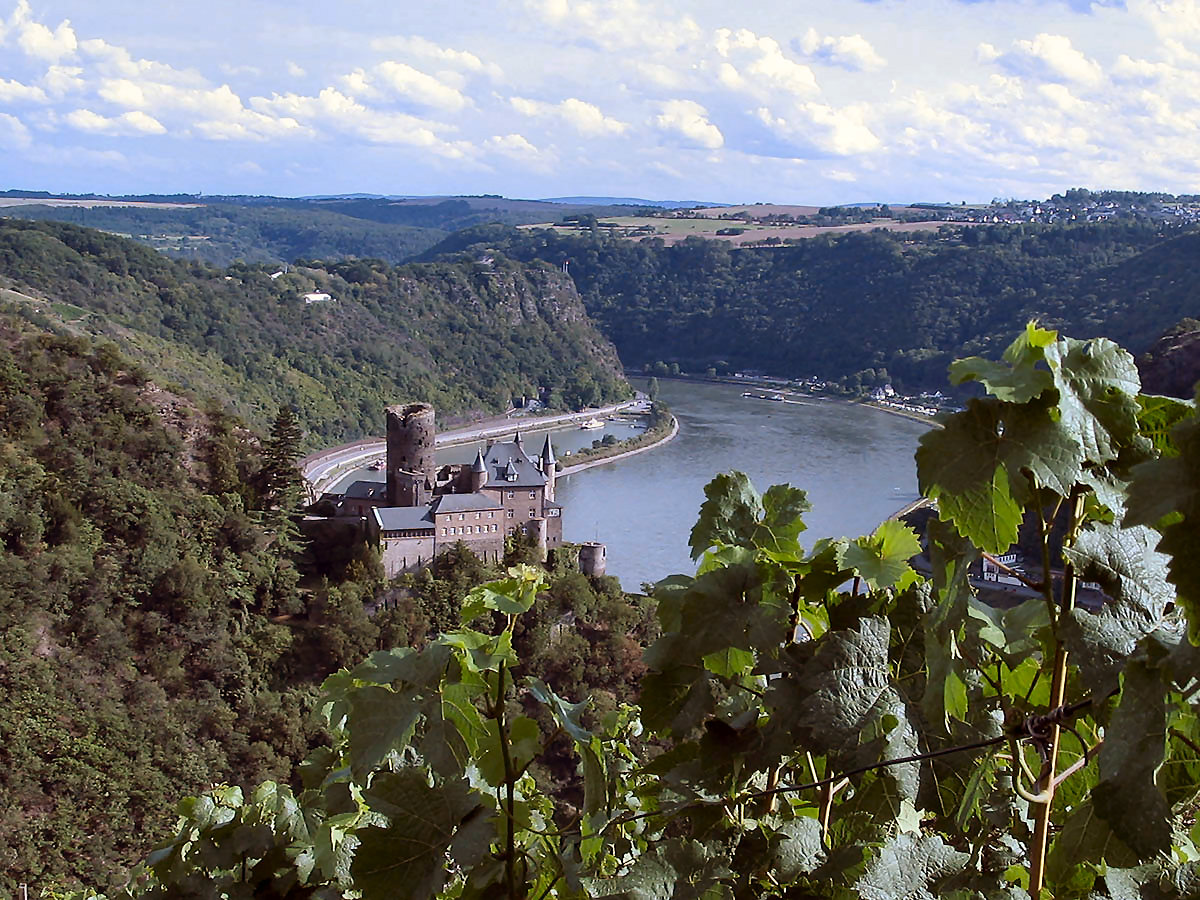
Hình ảnh lâu đài Katz, phía xa là khối đá Lorelei.
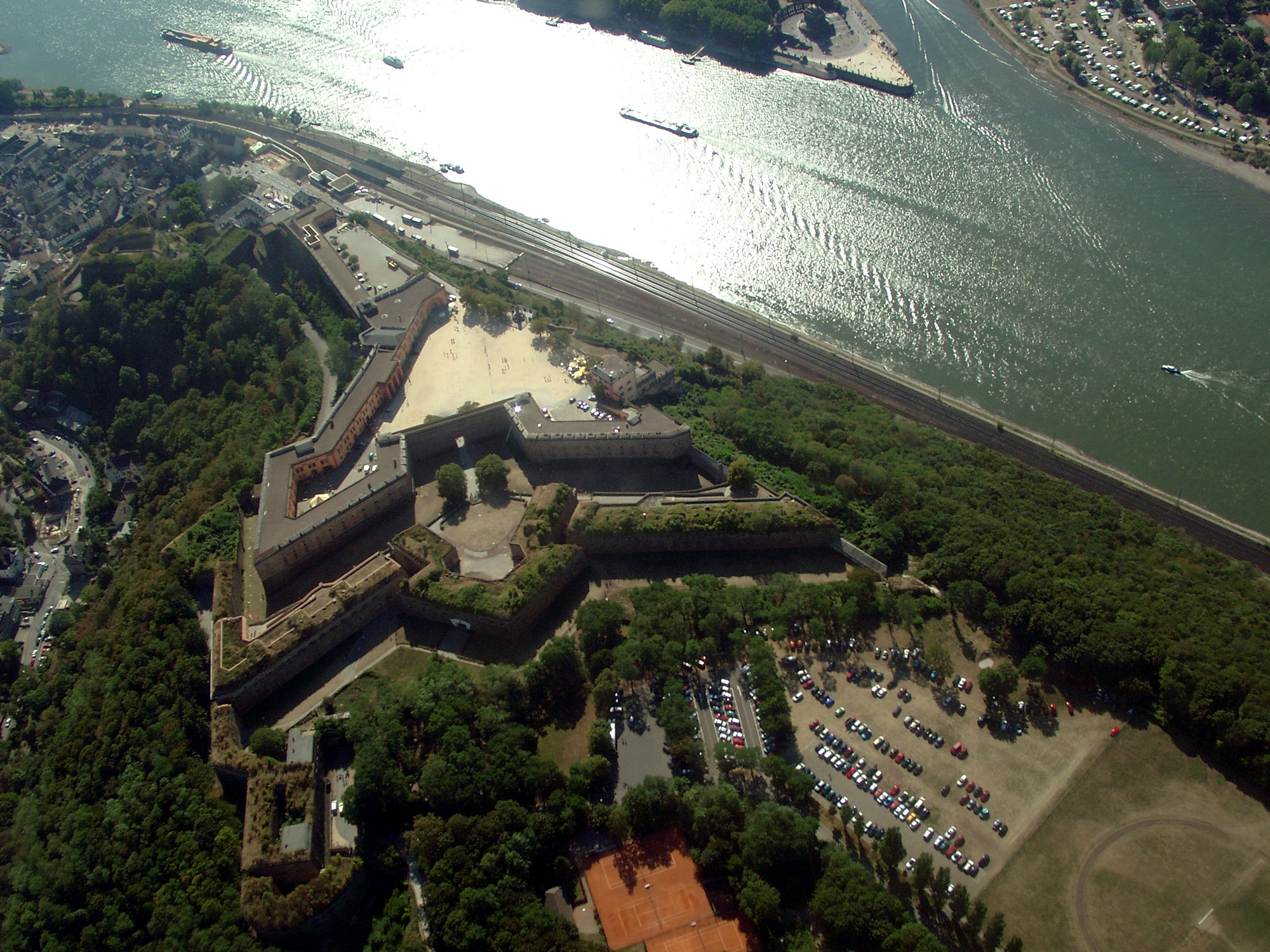
Koblenz, cửa ngõ phía Bắc của di sản thế giới, với pháo đài Ehrenbreitstein
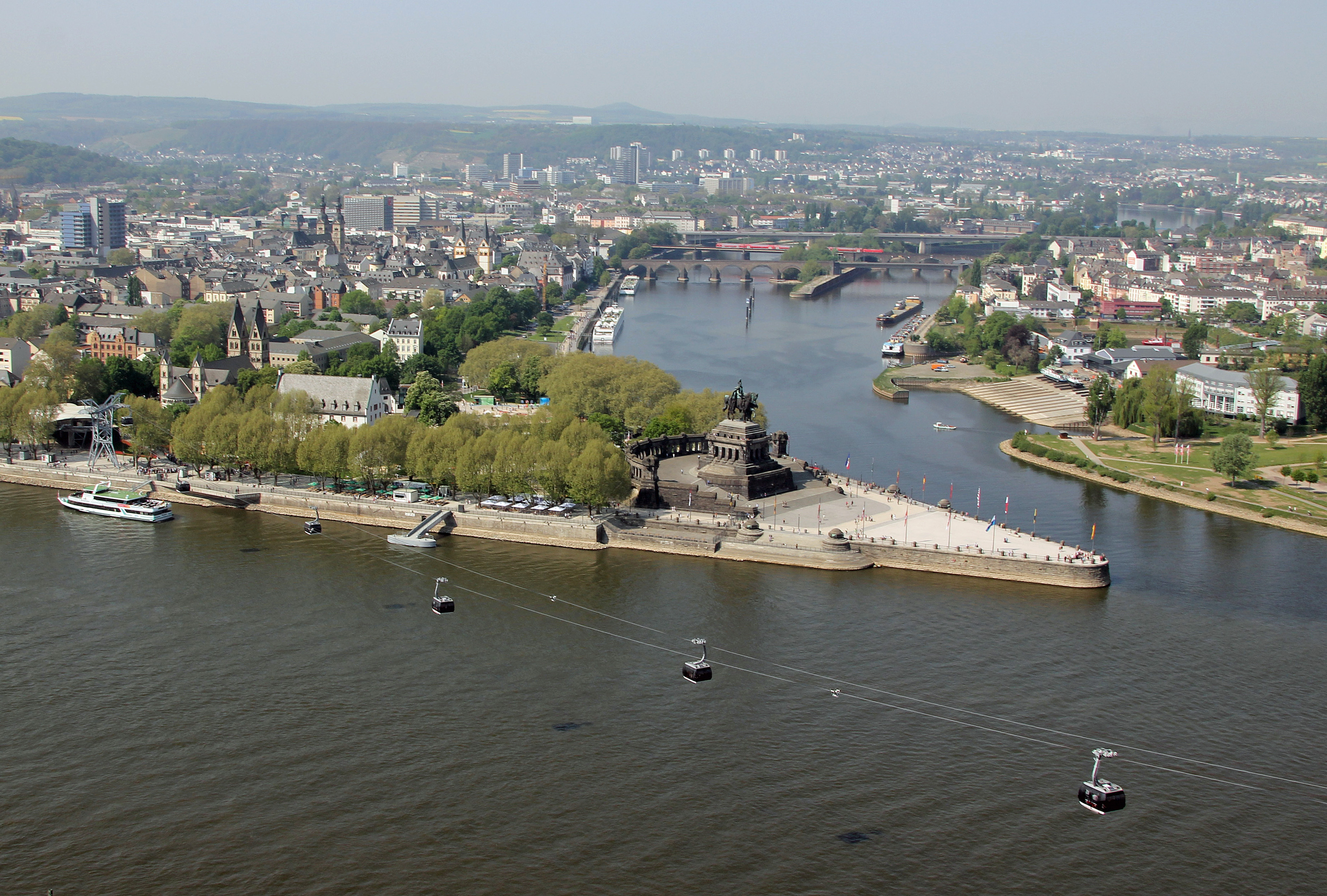
Deutsches Eck, tại hợp lưu của sông Rhine và Moselle
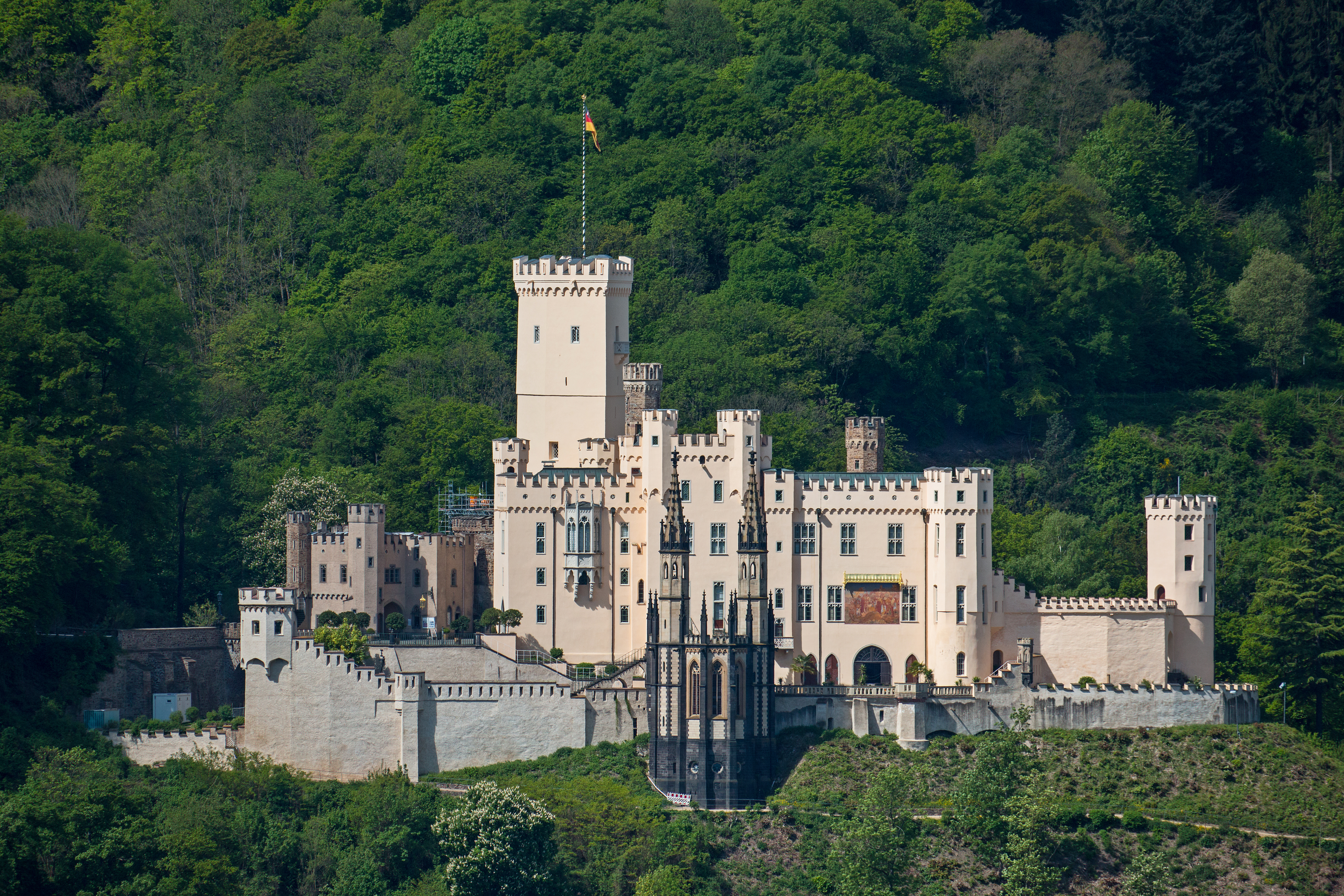
Lâu đài Stolzenfels, gần Koblenz.
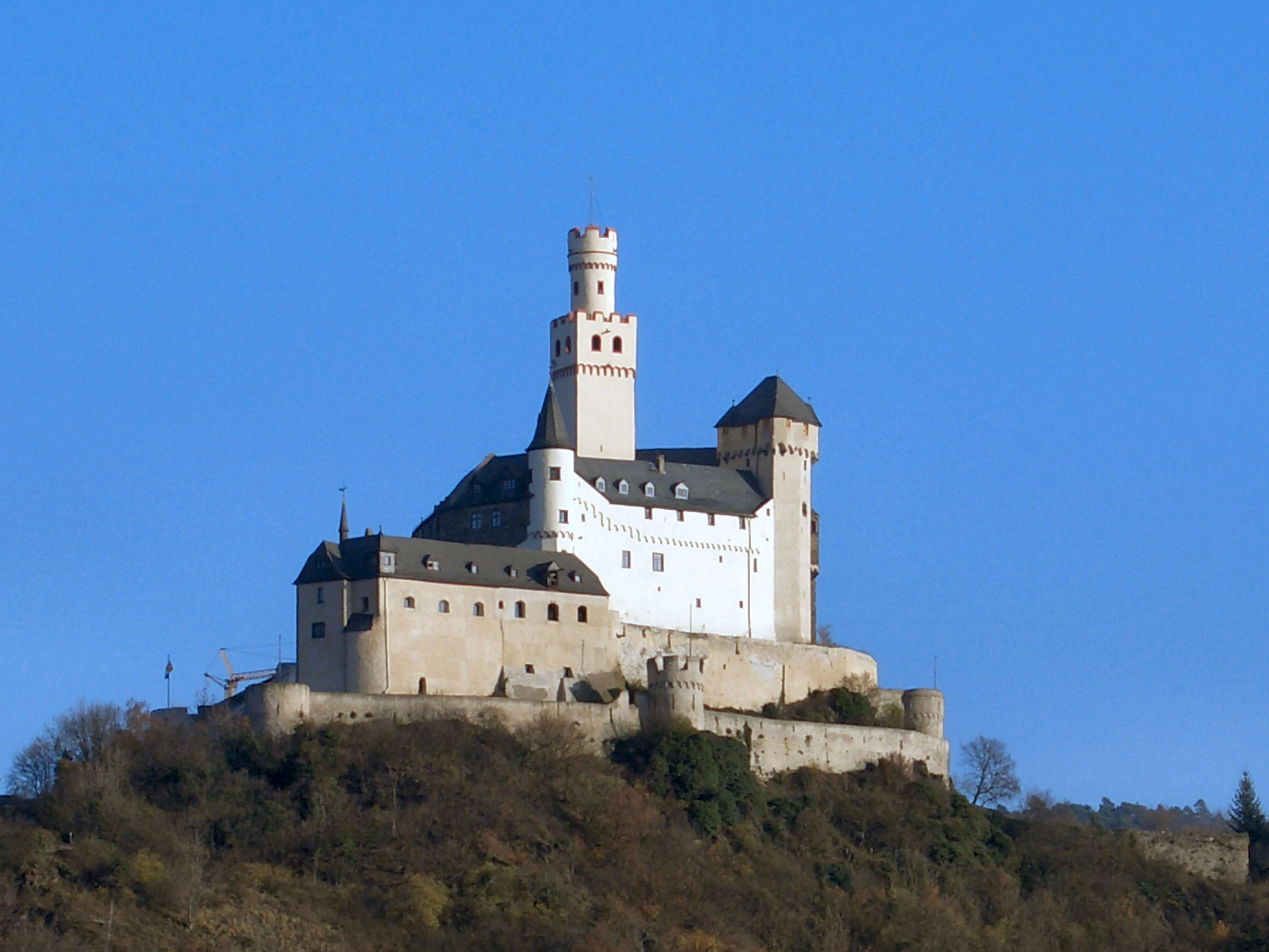
Lâu đài Marksburg, lâu đài trên đỉnh đồi ở Trung lưu sông Rhine là công trình chưa bao giờ bị phá hủy.
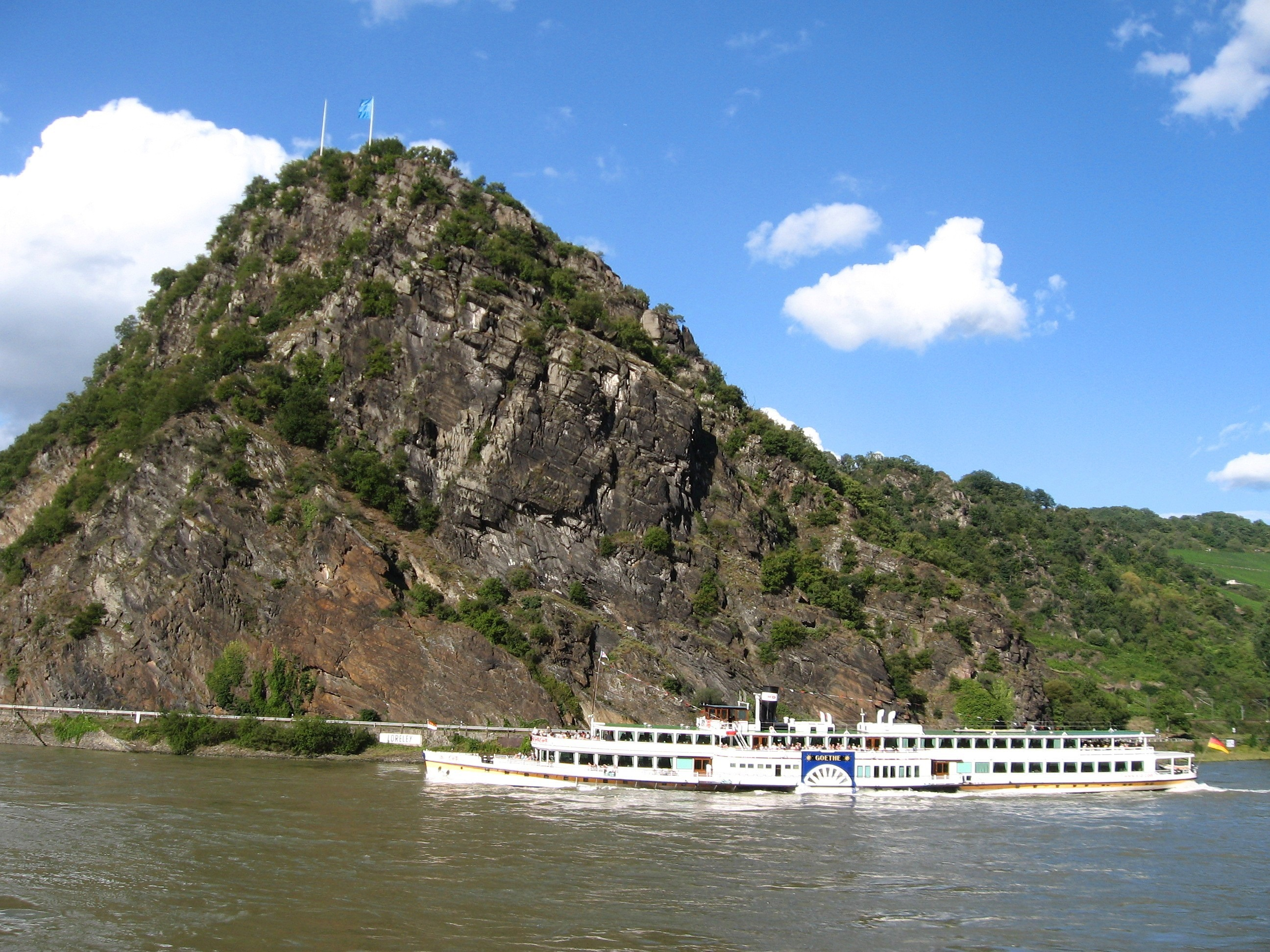
Xem từ bờ trái của sông Rhine gần St. Goar trên Lorelei.
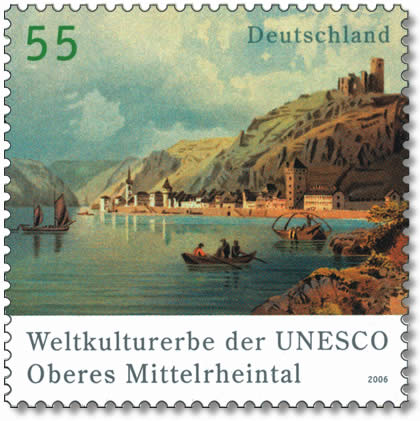
Tem thư vào năm 2006 có hình ảnh di sản thế giới này.
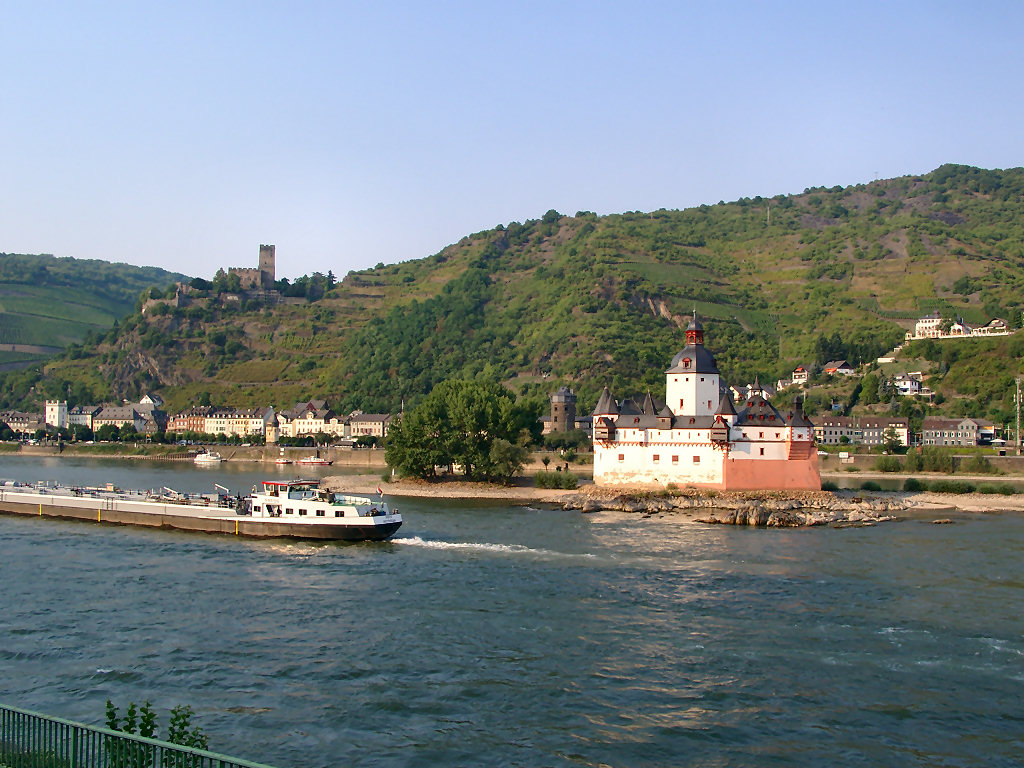
Lâu đài Pfalzgrafenstein nổi tiếng tại Kaub, phía xa là lâu đài Gutenfels
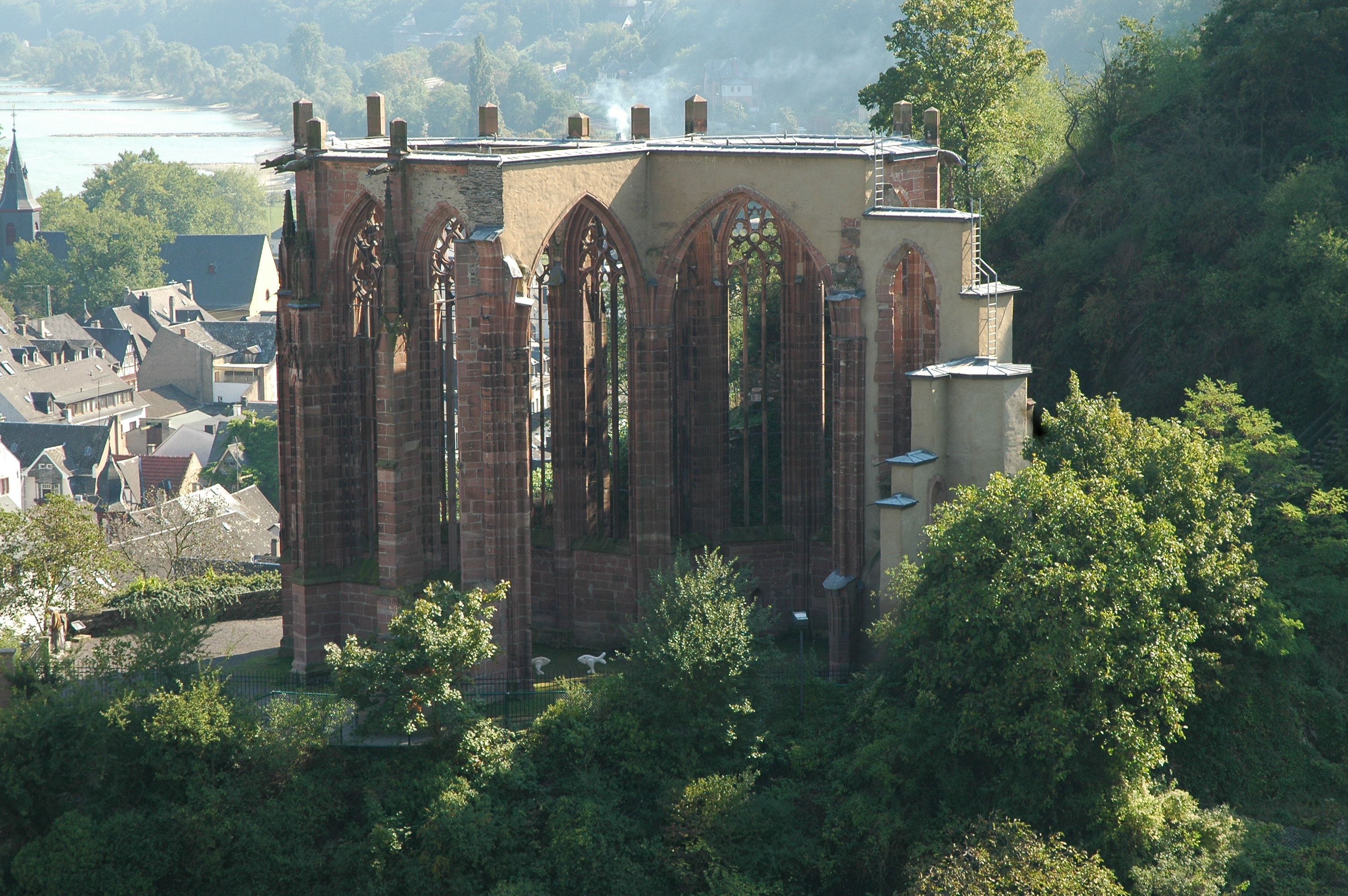
Nhà thờ Werner tại Bacharach
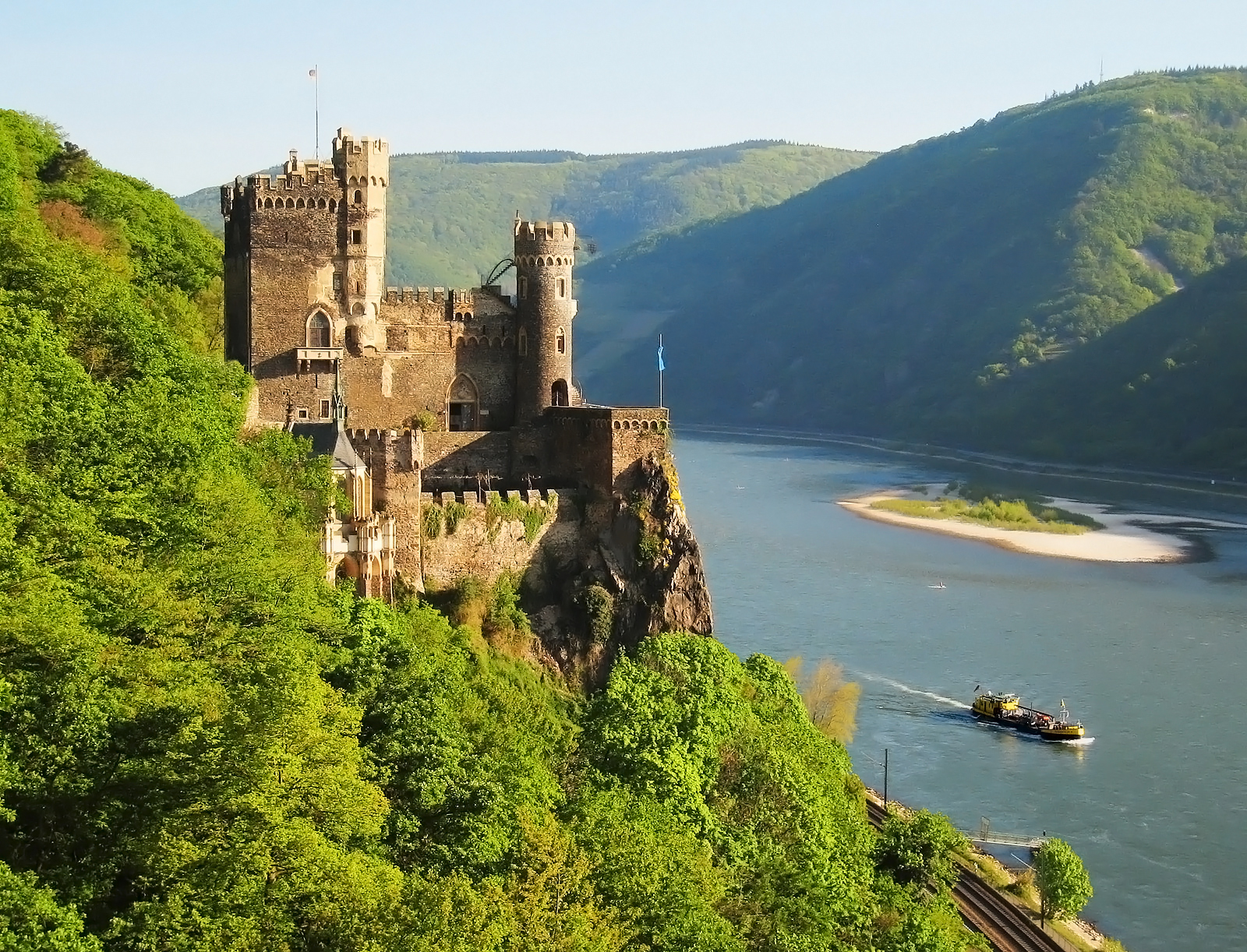
Lâu đài Rheinstein, lâu đài đầu tiên được xây dựng lại vào thế kỷ 19
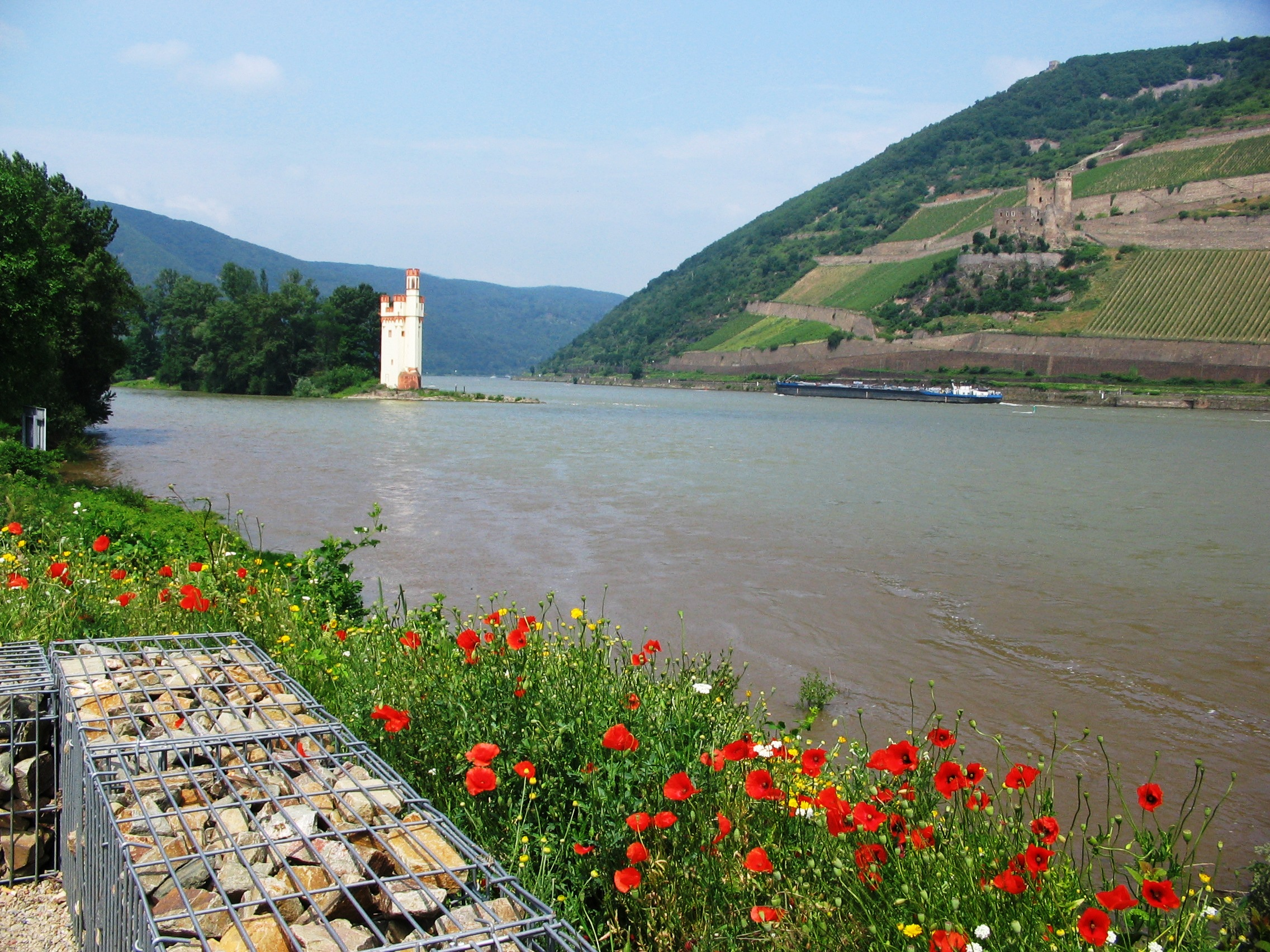
Binger Loch, cửa ngõ phía Nam của hẻm núi; trên ảnh là Tháp Mouse, thuộc Lâu đài Ehrenfels.
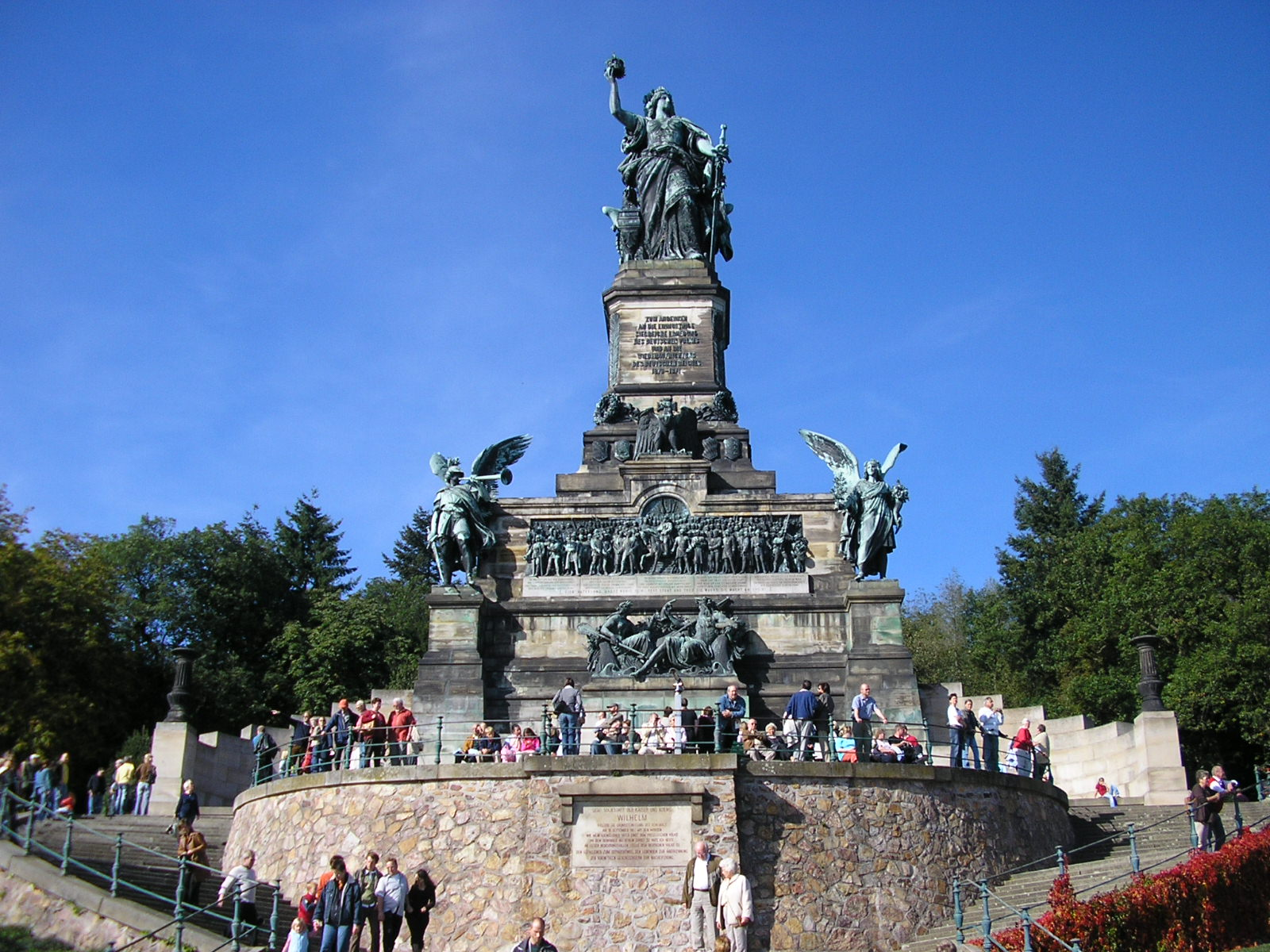
Đài tưởng niệm Niederwald với biểu tượng Germania ở Rüdesheim.
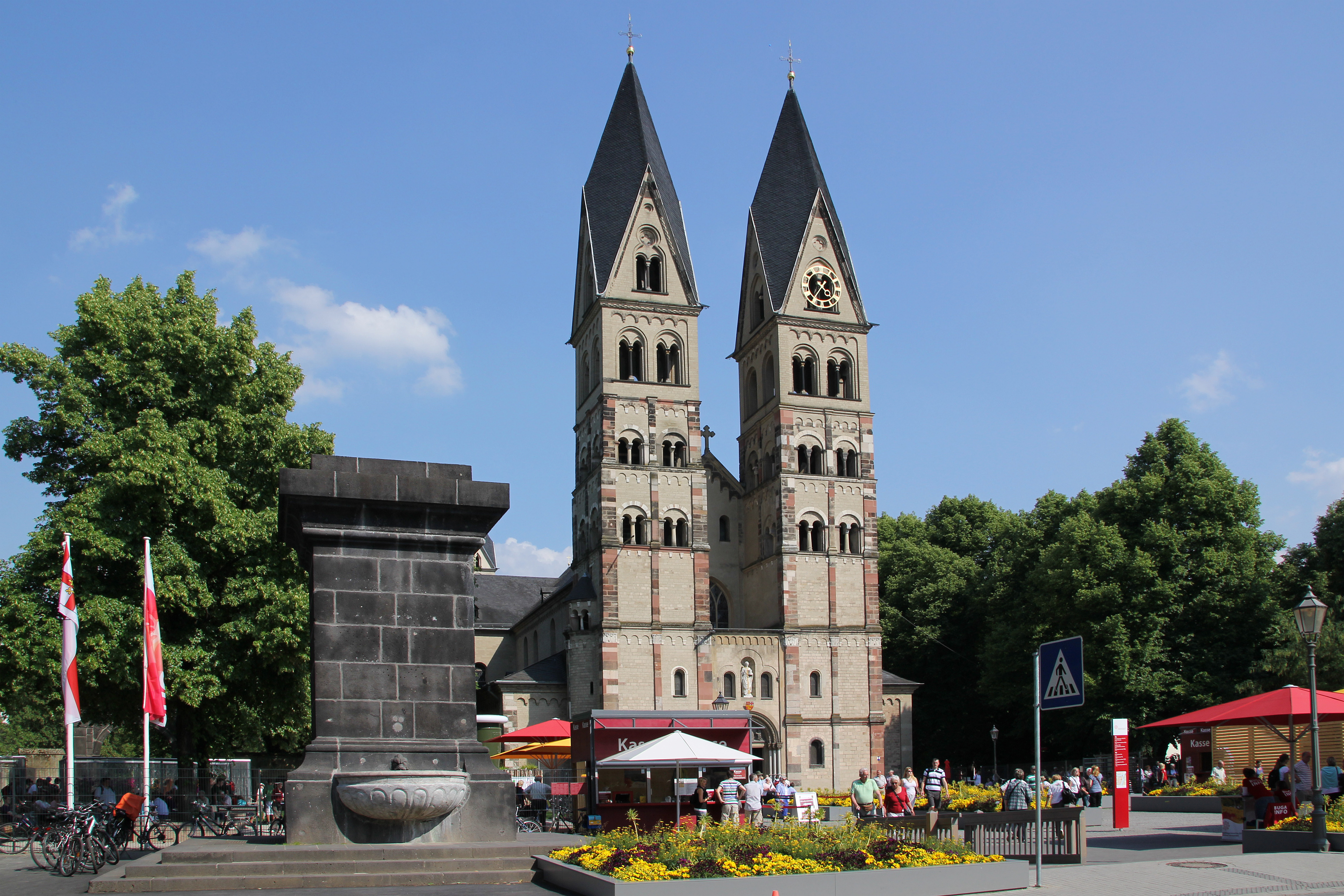
Một trong những nhà thờ cổ xưa nhất trong khu vực di sản thế giới, Vương cung thánh đường St. Castor tại Koblenz.
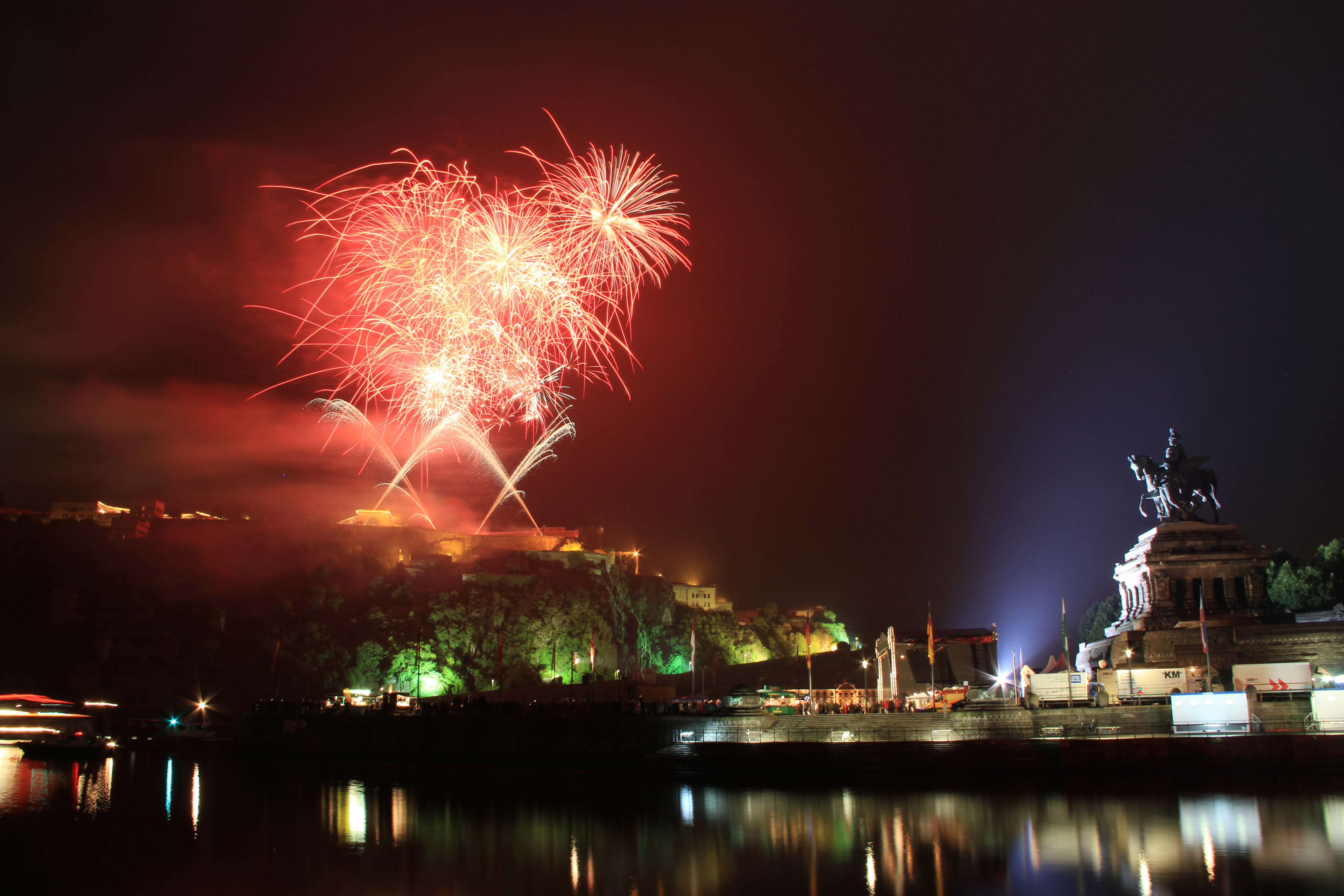
Lễ hội Rhein in Flammen năm 2011, trước Pháo đài Ehrenbreitstein ở Koblenz
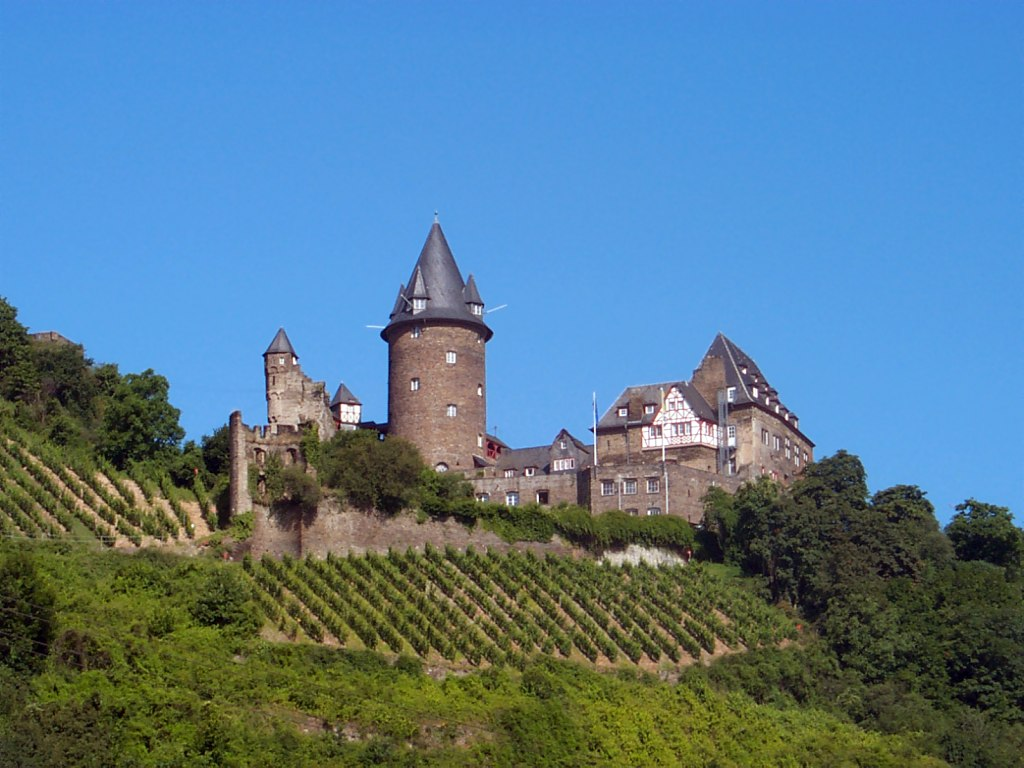
Lâu đài Stahleck
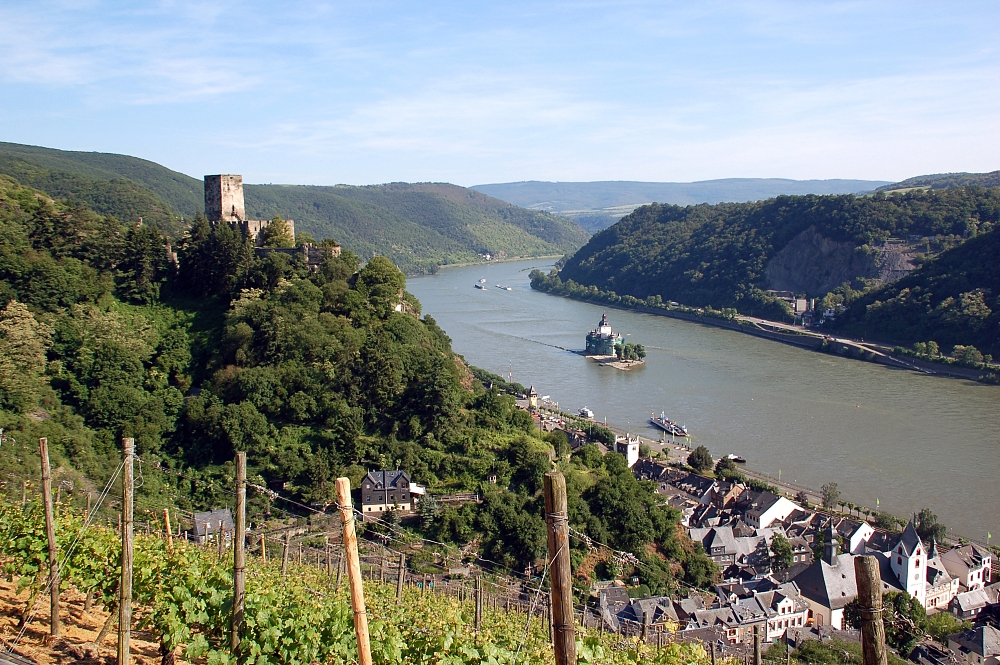
Đồng bằng Trung lưu sông Rhine tại Kaub
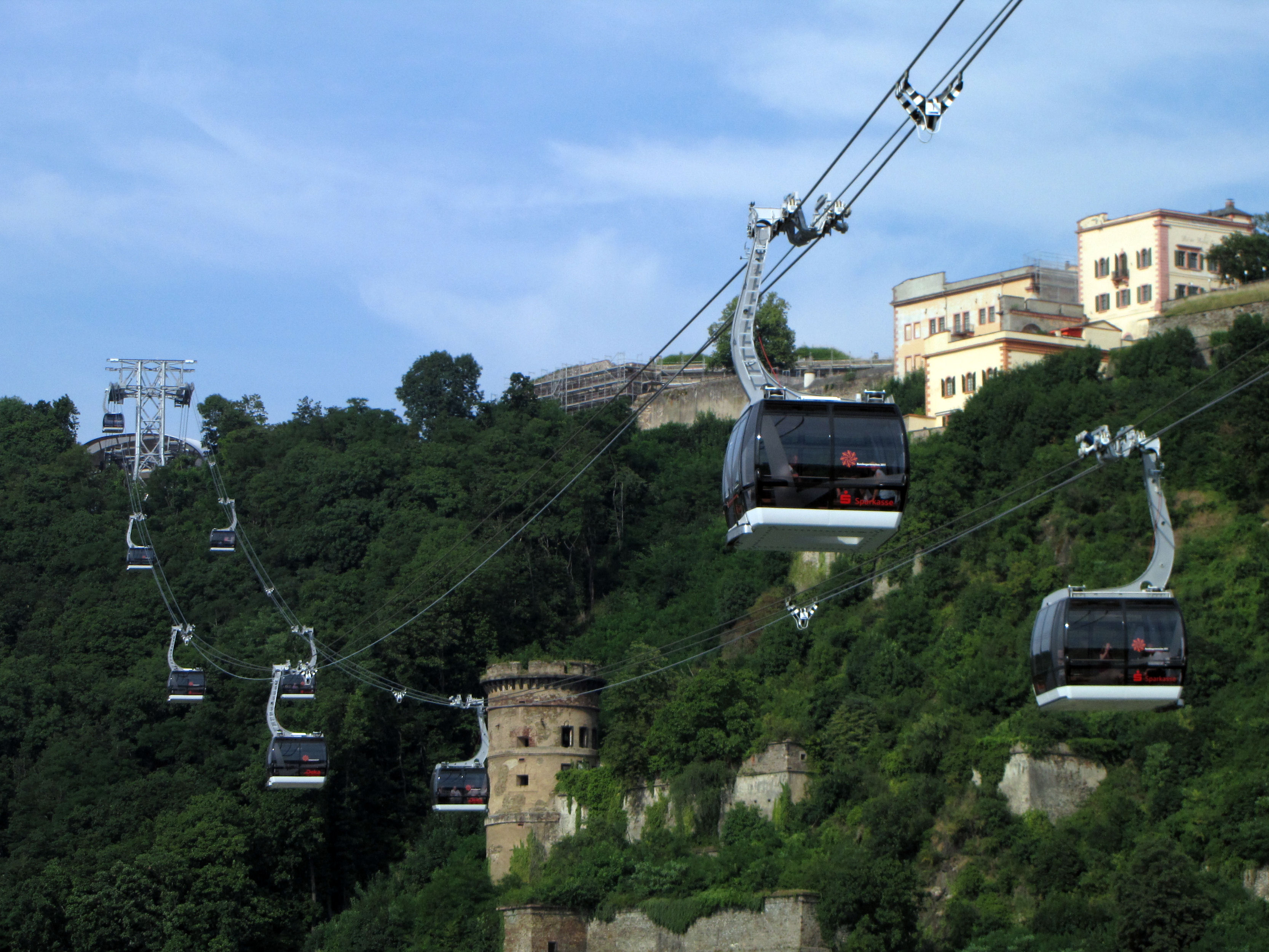
Tuyến cáp treo lên núi tại Koblenz